# 阿修罗 (1990年电影)
《阿修罗》（英語：Saga of the Phoenix）是1990年2月9日在英属香港上映的一部魔幻片，由蓝乃才及刘仕裕執導，阿部宽、元彪、叶蕴仪、李丽珍主演。電影為《孔雀王子》的續集，改編自日本漫畫《孔雀王》。

## 剧情
一直以来，人类靠佛祖来镇压邪魔，而魔鬼则靠地狱圣女阿修罗来复活，阿修罗有一颗赤子之心，天性活泼调皮，正是如此，却引来了人类的一场浩劫。
阿修罗的朋友孔雀（元彪）和吉祥果（阿部宽）以及轮星尼、轮月尼、轮光尼三位神尼一起在地狱收伏妖兽，但是妖兽和魔鬼太多，而且妖法高强，他们不是对方的对手，幸亏得到了阿修罗的帮助，将他们用火杀死了。三个尼姑带着阿修罗来到佛寺见他们的师父慈空大师，慈空大师两次用佛法想把她关到卧佛里面去，但是阿修罗用死抗争，两次都失败了。阿修罗求大师放他在人间生活，大师答应给她七天在人间的生活，但是七日之后她必须回来。阿修罗带着他的朋友戏鬼一起在有阳光的人间玩。
鬼妃命令手下六鬼抓阿修罗，却抓抓来了孔雀和戏鬼，孔雀法力低微，被鬼妃用玄冰封住在地狱，戏鬼虽然被封住，但是从地狱逃到了人间，并且被珍拾到，阿修罗和吉祥果追着珍去追爱戏鬼，一路来到了香港，两人追踪到珍的家里，救出了戏鬼，戏鬼因为饿了一天，偷吃了珍家里的食物，激怒了珍的哥哥，吉祥果只得去街上买食物来赔偿，而珍出于善良也带阿修罗到街上去买衣服，阿修罗到街上，被阳光照射，法力大减。晚上，六鬼来到珍的家里抓捕阿修罗，被三轮尼击退。第二日，六鬼抓走了戏鬼，鬼妃在它身上施了妖术，它回去趁阿修罗睡觉的时候吸走了阿修罗的真气。
阿修罗后来发觉了戏鬼被鬼妃施妖术来吸她的真气，于是解除戏鬼身上的妖术，来到地狱跟鬼妃清算，吉祥果和三轮尼随后也跟了去，三轮尼被鬼妃杀死，他们救出了孔雀，三人合力用孔雀大法将鬼妃杀死。

## 演員
| 演員       | 粤语配音 | 角色   | 备注                                         |
| 元彪       | 黃志成   | 孔雀   | 慈空大師的弟子                               |
| 阿部寬     | 黃允材   | 吉祥果 | 慈空大師的弟子                               |
| 葉蘊儀     |          | 阿修羅 | 地獄聖女                                     |
| 李麗珍     |          | 珍     | 旅遊愛好者                                   |
| 勝新太郎   | 源家祥   | 慈空   | 藏傳佛教密宗大師                             |
| 名取裕子   |          | 天輪尼 | 神尼                                         |
| 倪雪       |          | 鬼妃   |                                              |
| 劉錫賢     | 林保全   |        | 珍的哥哥，地理學家，發明了一個穿越時空的機器 |
| 荒井乃梨子 | 譚淑英   | 輪星尼 | 三輪尼之一                                   |
| 早瀨惠子   |          | 輪月尼 | 三輪尼之一                                   |
| 橘由加利   | 黃鳳英   | 輪光尼 | 三輪尼之一                                   |

### 工作人員
- 導演：藍乃才
- 出品人：鄒文懷、何冠昌
- 監製：蔡瀾、三木孝祐
- 原作：荻野真
- 編劇：曾田博久、陳秀玲、黃翠華、梁耀明
- 攝影：關志勤
- 音樂：陳斐烈
- 剪接：姜興隆、張耀宗、姜全德
- 燈光：阮定邦